# Титанозавр

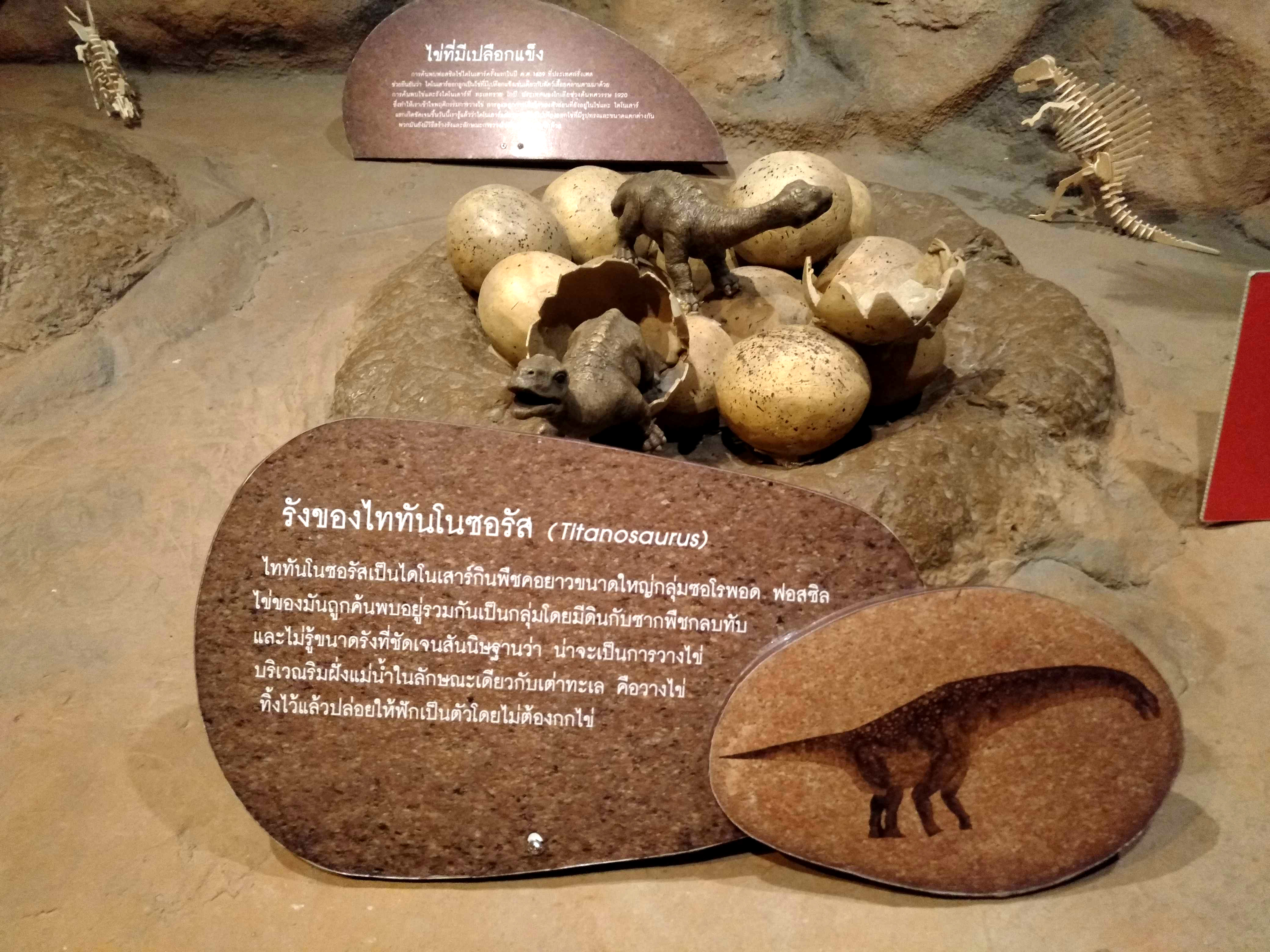
Модель гнезда Титанозавра

Титанозавр (лат. Titanosaurus) — род растительноядных динозавров-завропод из клады Lithostrotia, живших в верхнемеловую эпоху на территории нынешних Азии, Африки, Европы и Южной Америки. В длину достигал 9-12 метров. Был близок к сальтазавру.

## История открытия
В 1871 году около города Джабалпур в Индии нашли массивную бедренную кость длиной 1,17 метра. Учёные определили, что это останки динозавра, но ни к одному известному ящеру она не подходила. Позже там же нашли несколько хвостовых позвонков, и учёные пришли к выводу, что открыт новый биологический вид динозавра. В 1877 году английский геолог Ричард Лидеккер назвал новый вид титанозавром индийским. Несколько позже такие же кости были найдены в Южном полушарии. Это был первый крупный динозавр, найденный в этом регионе. Находка произвела сенсацию, так как динозавров крупнее наука на тот период ещё не знала.
В яйце титанозавра, найденного в отложениях конца мелового периода в Аука Махуэво (Auca Mahuevo) в Патагонии на юге Аргентины, на черепе эмбриона находилась рогообразная структура на носу.

## Систематика
Род является типовым для семейства Titanosauridae Lydekker, 1885 и надсемейства Titanosauroidea Upchurch, 1995. Но в 2003 году род был признан nomen dubium, так как голотип не соответствовал диагностическим характеристикам из-за плохого состояния находки и малого количества ископаемого материала, поэтому в 2004 году семейство Titanosauridae было признано недействительным, а для замещения определена новая клада[что?] Lithostrotia, куда и был помещён род, в результате исследований утративший сомнительный статус.

## Классификация
По данным сайта Fossilworks, на октябрь 2016 года в род включают 2 вымерших вида:
- Titanosaurus blanfordi Lydekker, 1879
- Titanosaurus indicus Lydekker, 1877

Ещё в него входят 4 биномена в статусе nomen dubium: Titanosaurus falloti Hoffet, 1942, Titanosaurus madagascariensis Depéret, 1896, Titanosaurus nanus Lydekker, 1893, Titanosaurus rahioliensis Mathur & Srivastava, 1987.